# 1. ŽNL Bjelovarsko-bilogorska 2010./11.
Ovaj članak je podtema članka: 5. rang HNL-a 2010./11.

1. ŽNL Bjelovarsko-bilogorska u sezoni 2010./11. je predstavljala ligu prvog stupnja županijske lige u Bjelovarsko-bilogorskoj županiji, te ligu petog stupnja hrvatskog nogometnog prvenstva. 
 
Sudjelovalo je 14 klubova, a ligu je osvojio "Dinamo" iz Predavca. 
 
promjenom sustava natjecanja (ukinuta "4. HNL – Sjever"), od sezone 2011./12. 1. ŽNL Bjelovarsko-bilogorska je postala ligom četvrtog stupnja. 

## Sustav natjecanja
Četrnaest klubova je igralo dvokružnu ligu (26 kola). 

## Ljestvica
| mj. | klub                      | ut. | pob. | ner. | por. | gol+ | gol- | bod |
| --- | ------------------------- | --- | ---- | ---- | ---- | ---- | ---- | --- |
| 1.  | Dinamo Predavac           | 26  | 16   | 8    | 2    | 45   | 15   | 56  |
| 2.  | Rovišće                   | 26  | 15   | 5    | 6    | 49   | 32   | 50  |
| 3.  | Daruvar                   | 26  | 15   | 3    | 8    | 64   | 39   | 48  |
| 4.  | Sloga Bjelovar            | 26  | 11   | 9    | 6    | 38   | 32   | 42  |
| 5.  | Lasta Gudovac             | 26  | 12   | 3    | 11   | 34   | 32   | 29  |
| 6.  | Bilo Velika Pisanica      | 26  | 11   | 5    | 10   | 52   | 46   | 38  |
| 7.  | Ivanska                   | 26  | 10   | 5    | 11   | 48   | 47   | 35  |
| 8.  | Trnski Nova Rača          | 26  | 9    | 5    | 12   | 44   | 46   | 32  |
| 9.  | Bilogorac Veliko Trojstvo | 26  | 8    | 7    | 11   | 39   | 42   | 31  |
| 10. | Kamen Sirač               | 26  | 7    | 8    | 11   | 46   | 56   | 29  |
| 11. | Hajduk Hercegovac         | 26  | 8    | 4    | 14   | 42   | 64   | 28  |
| 12. | Čazma                     | 26  | 6    | 9    | 11   | 40   | 46   | 27  |
| 13. | Omladinac Ćurlovac        | 26  | 8    | 3    | 15   | 34   | 43   | 27  |
| 14. | BŠK Brezovac              | 26  | 7    | 4    | 15   | 33   | 68   | 25  |

## Rezultatska križaljka
| kratica | klub                      | BILO | BILOG | BŠK | ČAZ | DAR | DIN | HAJ | IVA | KAM | LAS | OML | ROV | SLO | TRN |
| --- | ------------------------- | ---- | ----- | --- | --- | --- | --- | --- | --- | --- | --- | --- | --- | --- | --- |
| BILO | Bilo Velika Pisanica      |      |       |     |     |     |     |     |     |     |     |     |     |     |     |
| BILOG | Bilogorac Veliko Trojstvo |      |       |     |     |     |     |     |     |     |     |     |     |     |     |
| BŠK | BŠK Brezovac              |      |       |     |     |     |     |     |     |     |     |     |     |     |     |
| ČAZ | Čazma                     |      |       |     |     |     |     |     |     |     |     |     |     |     |     |
| DAR | Daruvar                   |      |       |     |     |     |     |     |     |     |     |     |     |     |     |
| DIN | Dinamo Predavac           |      |       |     |     |     |     |     |     |     |     |     |     |     |     |
| HAJ | Hajduk Hercegovac         |      |       |     |     |     |     |     |     |     |     |     |     |     |     |
| IVA | Ivanska                   |      |       |     |     |     |     |     |     |     |     |     |     |     |     |
| KAM | Kamen Sirač               |      |       |     |     |     |     |     |     |     |     |     |     |     |     |
| LAS | Lasta Gudovac             |      |       |     |     |     |     |     |     |     |     |     |     |     |     |
| OML | Omladinac Ćurlovac        |      |       |     |     |     |     |     |     |     |     |     |     |     |     |
| ROV | Rovišće                   |      |       |     |     |     |     |     |     |     |     |     |     |     |     |
| SLO | Sloga Bjelovar            |      |       |     |     |     |     |     |     |     |     |     |     |     |     |
| TRN | Trnski Nova Rača          |      |       |     |     |     |     |     |     |     |     |     |     |     |     |
| |                           |      |       |     |     |     |     |     |     |     |     |     |     |     |     |
| podebljan rezultat - utakmice od 1. do 13. kola (1. utakmica između klubova) rezultat normalne debljine - utakmice od 14. do 26. kola (2. utakmica između klubova) rezultat nakošen - nije vidljiv redoslijed odigravanja međusobnih utakmica iz dostupnih izvora rezultat smanjen * - iz dostupnih izvora nije uočljiv domaćin susreta prekrižen rezultat - poništena ili brisana utakmica p - utakmica prekinuta 3:0 p.f. / 0:3 p.f. - rezultat 3:0 bez borbe n.i. - nije igrano |                           |      |       |     |     |     |     |     |     |     |     |     |     |     |     |

 Izvori: 

## Vanjske poveznice
- nsbbz.hr, Nogometni savez Bjelovarsko-bilogorske županije